# Центральненское сельское поселение
Центральненское се́льское поселе́ние — сельское поселение в Шкотовском районе Приморского края.
Административный центр — село Центральное.

## История
Статус и границы сельского поселения установлены Законом Приморского края от 24 ноября 2004 года № 192-КЗ «О Шкотовском муниципальном районе».

## Население
| 2008  | 2010  | 2011  | 2012  | 2013  | 2014  | 2015  |
| ----- | ----- | ----- | ----- | ----- | ----- | ----- |
| 1631  | ↘1520 | ↘1518 | ↘1506 | ↘1499 | ↗1505 | ↗1506 |
| 2016  | 2017  | 2018  | 2019  | 2020  | 2021  |       |
| ↘1489 | ↘1475 | ↗1492 | ↘1450 | ↗1456 | ↘1440 |       |

## Состав сельского поселения
| № | Населённый пункт | Тип населённого пункта       | Население |
| - | ---------------- | ---------------------------- | --------- |
| 1 | Новая Москва     | деревня                      | ↗120      |
| 2 | Новороссия       | село                         | ↘479      |
| 3 | Смяличи          | деревня                      | ↗23       |
| 4 | Стеклянуха       | село                         | ↘290      |
| 5 | Центральное      | село, административный центр | ↘608      |

## Местное самоуправление
Администрация
Адрес: 692840, пос. Новонежино, ул. Почтовая, 1. Телефон: 8 (42335) 35-3-13
Глава администрации
- Бущмелев Александр Николаевич